# Quekettia papillosa
Quekettia papillosa är en orkidéart som beskrevs av Leslie Andrew Garay. Quekettia papillosa ingår i släktet Quekettia och familjen orkidéer. Inga underarter finns listade i Catalogue of Life.

## Bildgalleri

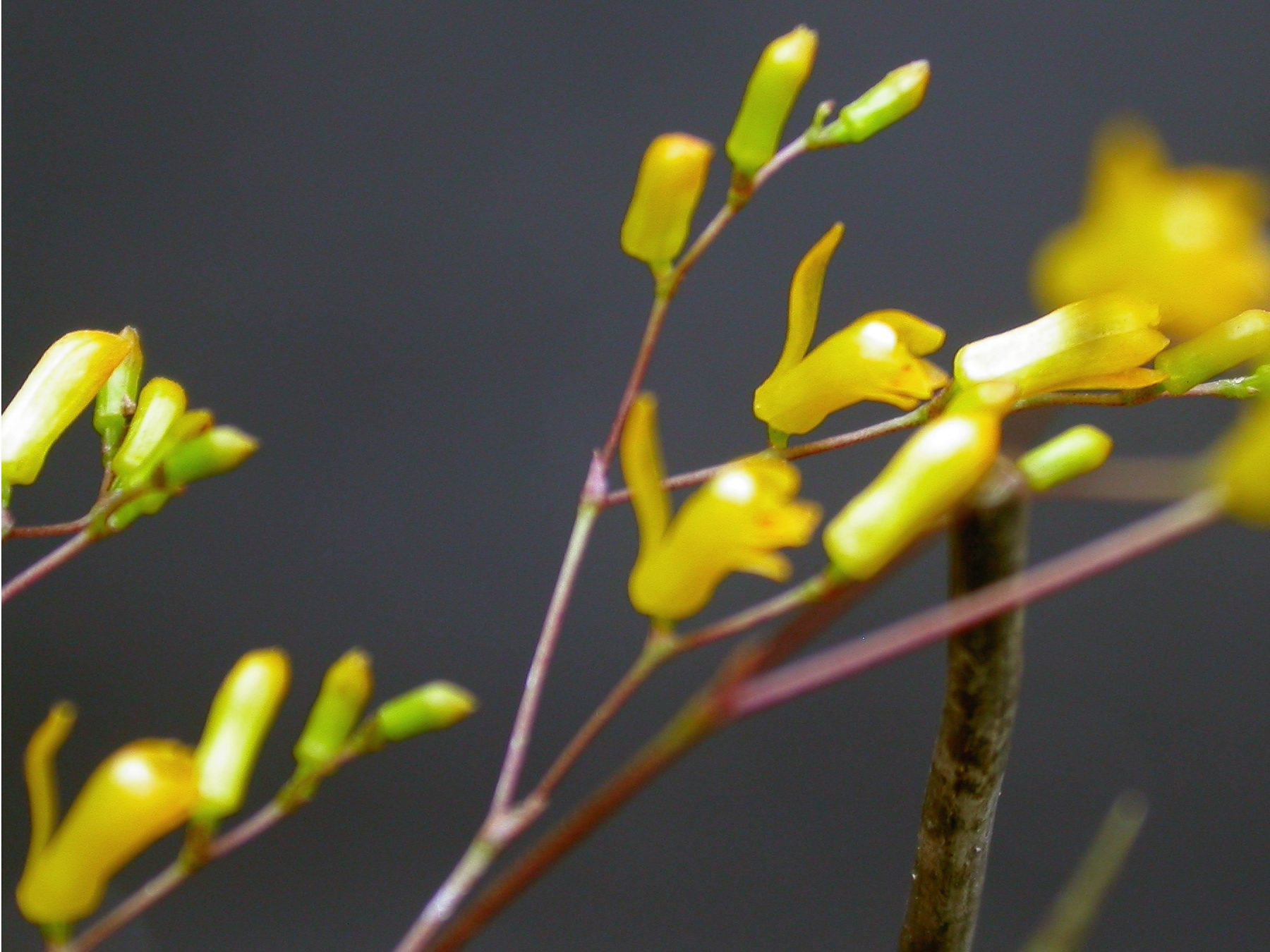
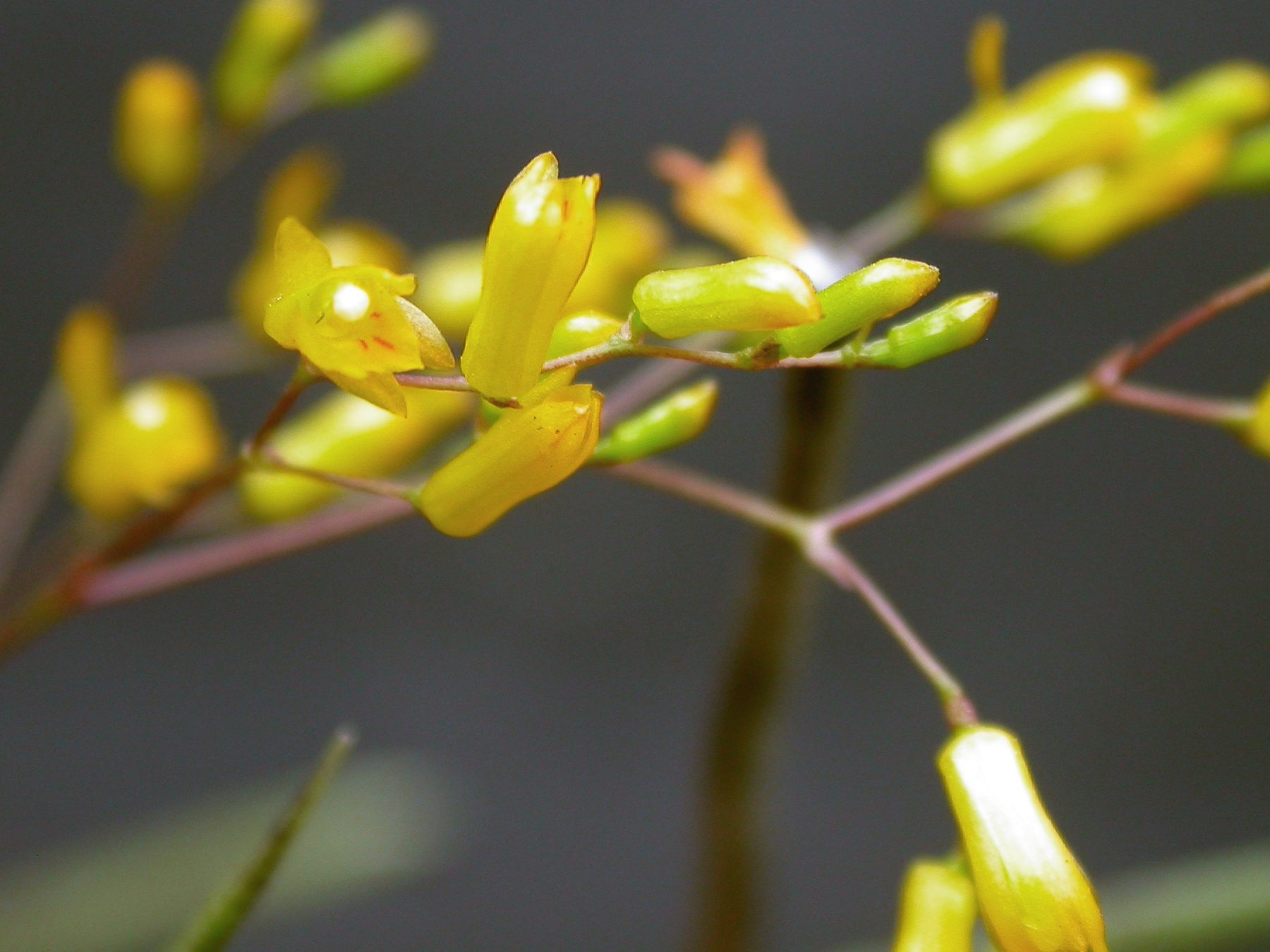
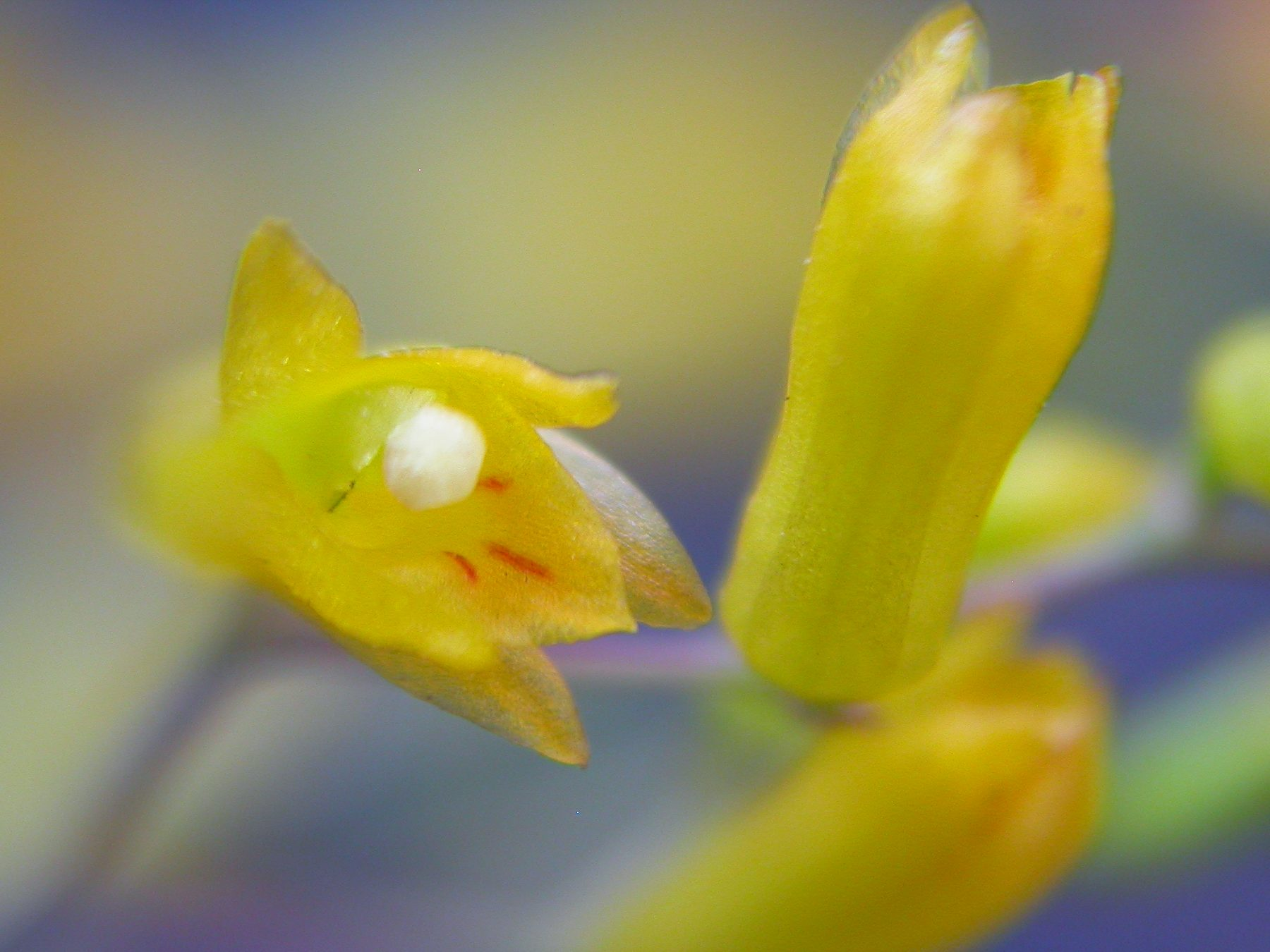
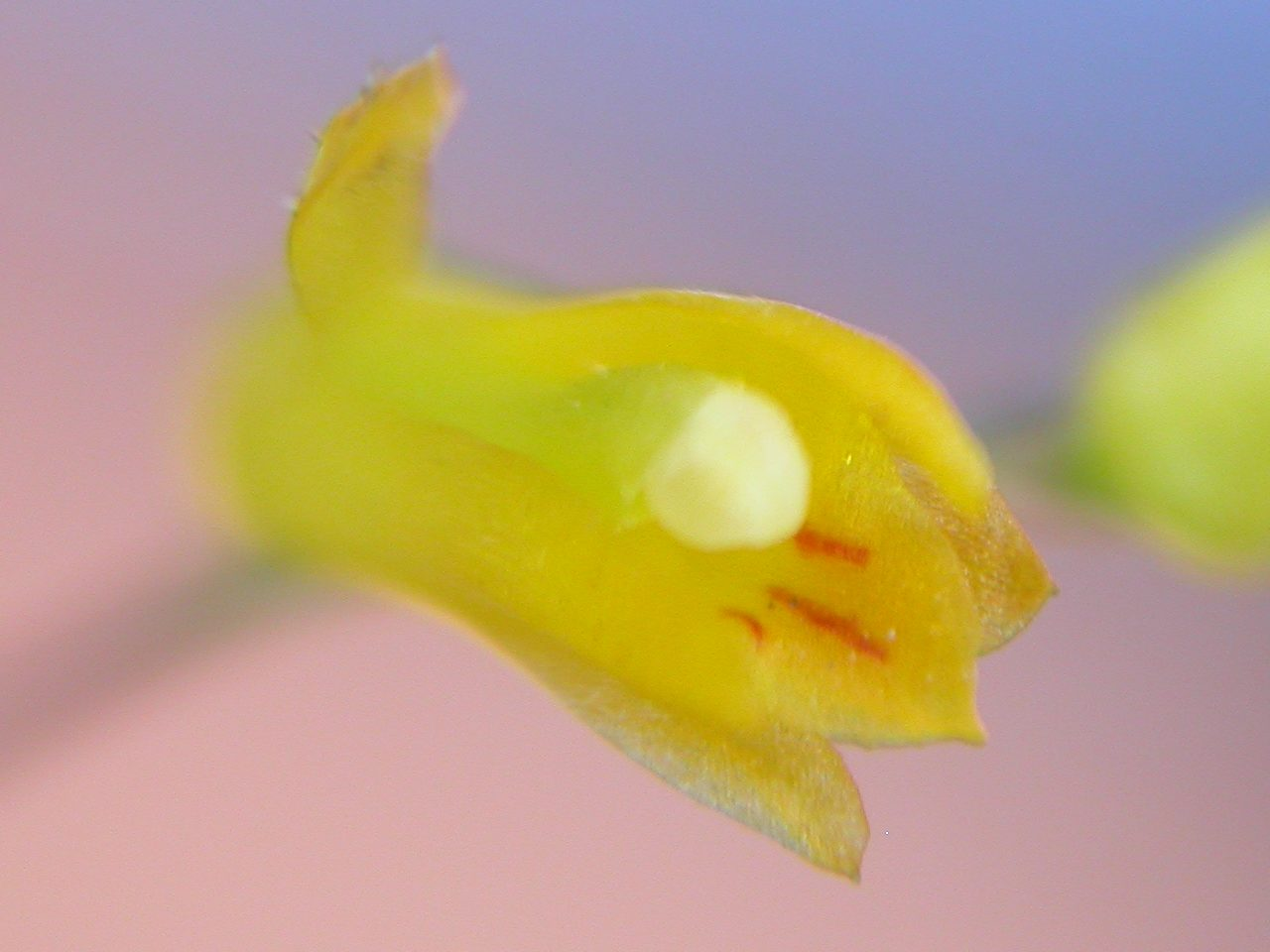
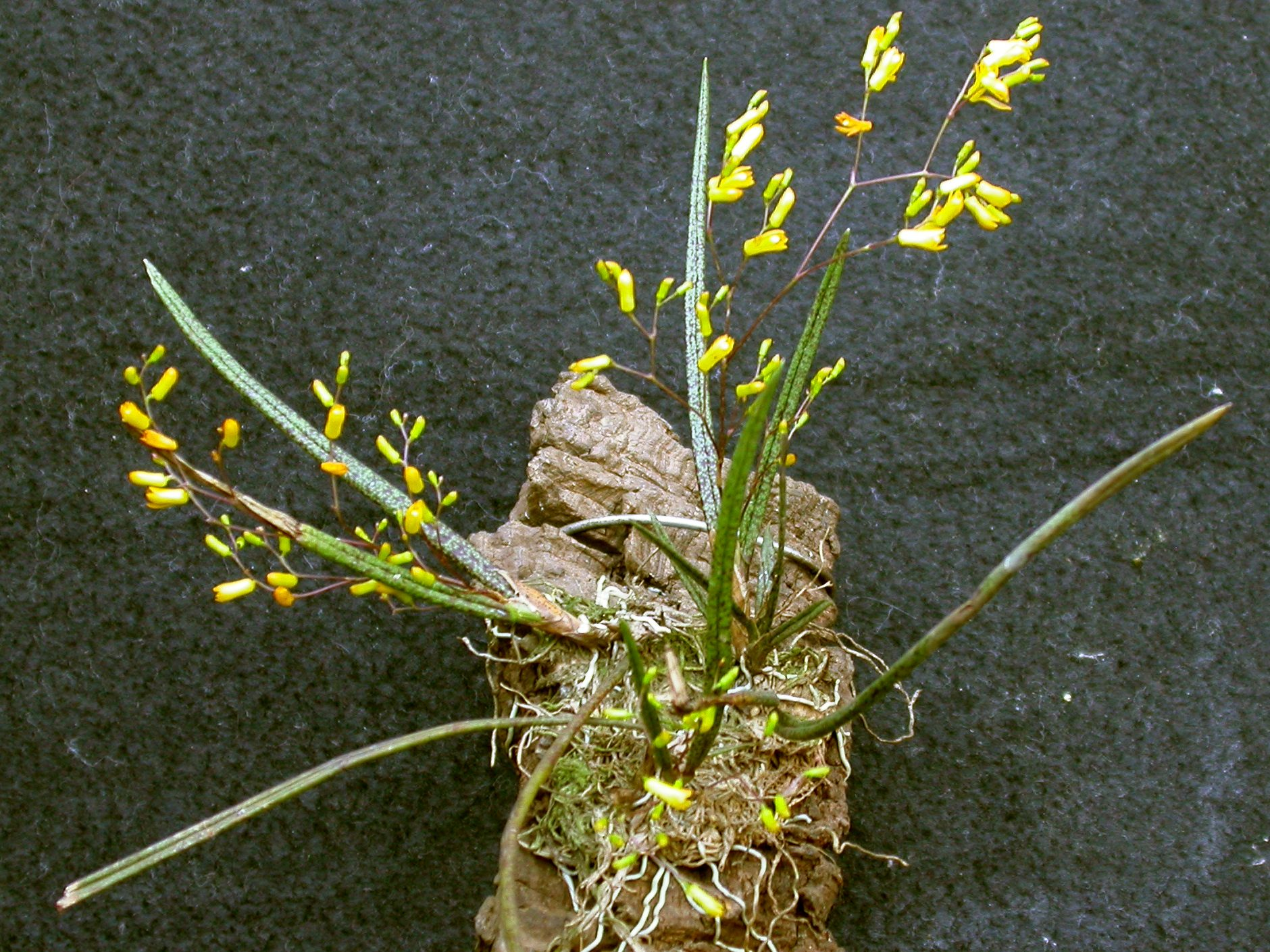
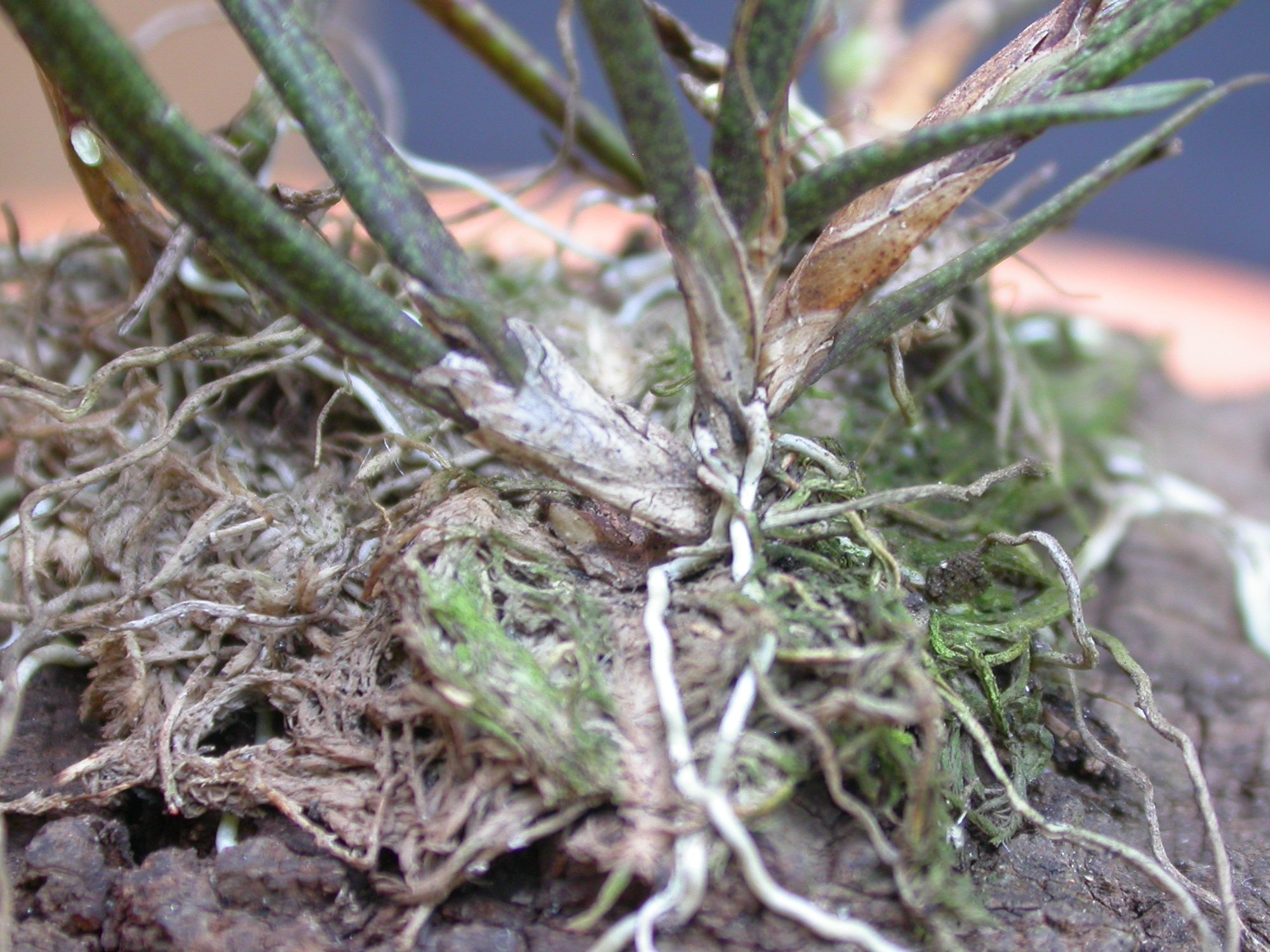